# Язовсько
Язовсько (пол. Jazowsko) — село в Польщі, у гміні Лонцько Новосондецького повіту Малопольського воєводства.
Населення — 1619 осіб (2011).

## Демографія
Демографічна структура станом на 31 березня 2011 року:
|          | Загалом | Допрацездатний вік | Працездатний вік | Постпрацездатний вік |
| -------- | ------- | ------------------ | ---------------- | -------------------- |
| Чоловіки | 785     | 209                | 502              | 74                   |
| Жінки    | 834     | 211                | 478              | 145                  |
| Разом    | 1619    | 420                | 980              | 219                  |